# Барро (Понтеведра)
Барро (гал. Barro, ісп. Barro) — муніципалітет в Іспанії, у складі автономної спільноти Галісія, у провінції Понтеведра. Населення — 3583 осіб (2009).
Муніципалітет розташований на відстані близько 470 км на північний захід від Мадрида, 10 км на північ від Понтеведри.

## Демографія
Динаміка населення (INE ):

## Галерея зображень

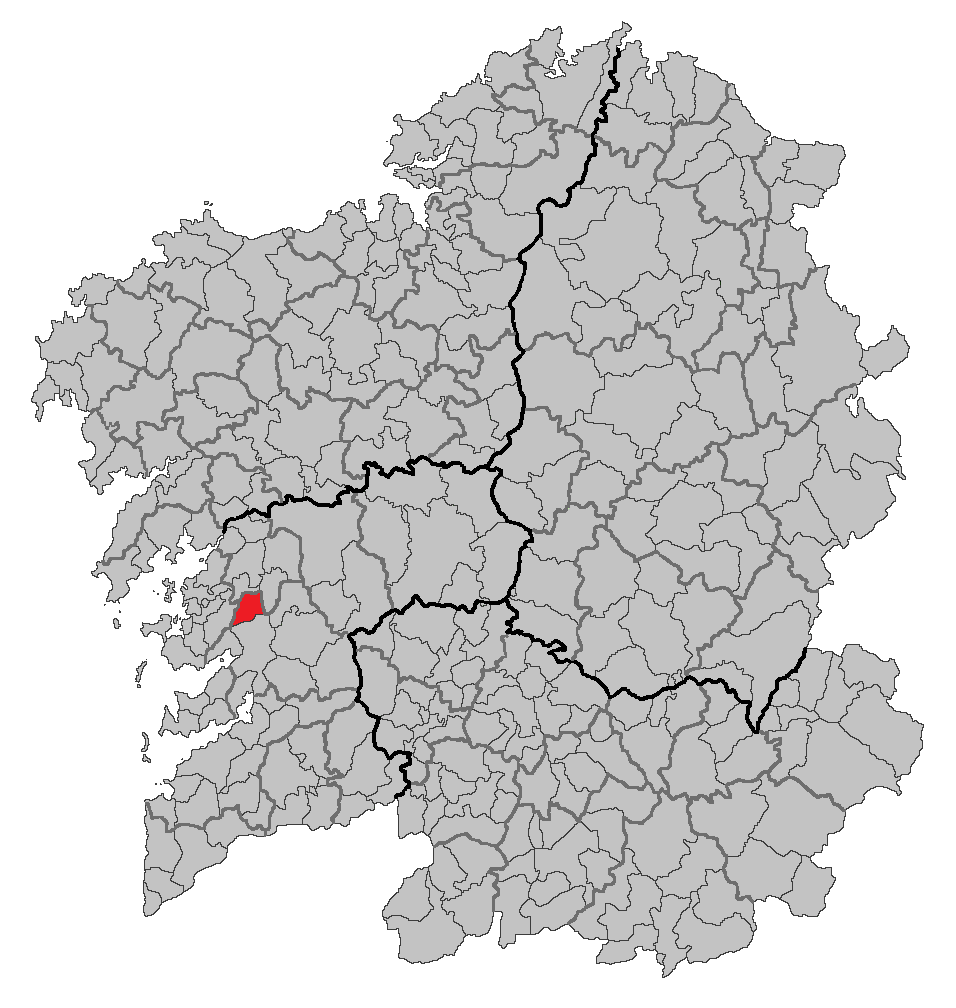
Розташування муніципалітету